# Fidżi na Letnich Igrzyskach Olimpijskich 2008
Fidżi na Letnich Igrzyskach Olimpijskich 2008 reprezentowało sześciu sportowców: czterech mężczyzn i dwie kobiety. Był to dwunasty start reprezentacji Fidżi na letnich igrzyskach olimpijskich.
Najmłodszym fidżyjskim zawodnikiem na tych igrzyskach był 21-letni lekkoatleta, Niko Verakauta, zaś najstarszym 45-letni strzelec, Glenn Kable.

## Skład reprezentacji

### Judo
| Zawodnik       | Wiek | Konkurencja | 1/16                    | 1/8              | Ćwierćfinały     | Półfinały        | Repesaż 1                  | Repesaż 2        | Repesaż 3        | Finał            | Finał          |
| Zawodnik       | Wiek | Konkurencja | Przeciwnik Wynik        | Przeciwnik Wynik | Przeciwnik Wynik | Przeciwnik Wynik | Przeciwnik Wynik           | Przeciwnik Wynik | Przeciwnik Wynik | Przeciwnik Wynik | Pozycja        |
| -------------- | ---- | ----------- | ----------------------- | ---------------- | ---------------- | ---------------- | -------------------------- | ---------------- | ---------------- | ---------------- | -------------- |
| Kobiety        |      |             |                         |                  |                  |                  |                            |                  |                  |                  |                |
| Sisilia Nasiga | 28   | -70 kg      | Bosch (NED) P 0000–1000 | Nie awansowała   | Nie awansowała   | Nie awansowała   | Ouerdane (ALG) P 0000–1001 | Nie awansowała   | Nie awansowała   | Nie awansowała   | Nie awansowała |

### Lekkoatletyka
| Zawodnik           | Wiek | Konkurencja   | Eliminacje | Eliminacje | Półfinał       | Półfinał       | Finał          | Finał          |
| Zawodnik           | Wiek | Konkurencja   | Wynik      | Miejsce    | Wynik          | Miejsce        | Wynik          | Miejsce        |
| ------------------ | ---- | ------------- | ---------- | ---------- | -------------- | -------------- | -------------- | -------------- |
| Mężczyźni          |      |               |            |            |                |                |                |                |
| Niko Verekauta     | 21   | bieg na 400 m | 46.32 SB   | 4.         | Nie awansował  | Nie awansował  | Nie awansował  | Nie awansował  |
| Kobiety            |      |               |            |            |                |                |                |                |
| Makelesi Bulikiobo | 30   | bieg na 400 m | 52.24 SB   | 5.         | Nie awansowała | Nie awansowała | Nie awansowała | Nie awansowała |

### Pływanie
| Zawodniczka  | Wiek | Konkurencja           | Eliminacje | Eliminacje | Półfinał      | Półfinał      | Finał         | Finał         |
| Zawodniczka  | Wiek | Konkurencja           | Czas       | Miejsce    | Czas          | Miejsce       | Czas          | Miejsce       |
| ------------ | ---- | --------------------- | ---------- | ---------- | ------------- | ------------- | ------------- | ------------- |
| Mężczyźni    |      |                       |            |            |               |               |               |               |
| Carl Probert | 32   | 100 m stylem dowolnym | 52.37      | 58.        | Nie awansował | Nie awansował | Nie awansował | Nie awansował |

### Podnoszenie ciężarów
| Zawodnik     | Wiek | Konkurencja | Rwanie | Rwanie  | Podrzut | Podrzut | Razem | Pozycja |
| Zawodnik     | Wiek | Konkurencja | Wynik  | Pozycja | Wynik   | Pozycja | Razem | Pozycja |
| ------------ | ---- | ----------- | ------ | ------- | ------- | ------- | ----- | ------- |
| Mężczyźni    |      |             |        |         |         |         |       |         |
| Josefa Vueti | 29   | -77 kg      | 124    | 26.     | 155     | 23.     | 279   | 23.     |

### Strzelectwo
| Mężczyźni   |    |      |     |    |               |               |
| Glenn Kable | 45 | trap | 115 | 13 | Nie awansował | Nie awansował |